# Trullói zsinat
A trullói vagy másképp trullai vagy trulloszi zsinatok a neve a konstantinápolyi császári palota bolthajtásos termében (trullus) tartott 7. századi zsinatoknak. Az egyik a 680-ban tartott VI. közzsinat, a másik a 692-es ún. Quinisexta, mert 102 fegyelmi kánonjával az V. és VI. közzsinat kiegészítőjének tekintik, amelyben csak hitágazati határozatokat hoztak.
A II. trullói zsinaton hozott kánonok, későbbi toldalékokkal együtt trullói kódex néven a 9. század közepéig a keleti egyház törvénytárát alkották. Ez a zsinat mintegy kodifikálta az addigi egyetemes és helyi zsinatok, valamint az egyházatyák kánonjait.
Az 553-as II. konst. zsinat és 680-681 évi III. konst. zsinat kizárólag hitvitákkal foglalkozott, s így az egyházi fegyelemre vonatkozó tanokat nem is alkotott. A keleti egyház ebben a mulasztásban kereste a valláserkölcsi élet hanyatlását, s e panaszok elhallgattatása érdekében rendelte el II. Iusztinianosz bizánci császár (685-711), hogy az előző közzsinatok folytatására 691 szept. 1-ére egy új zsinat hívattasson össze ugyancsak a császárvárosba, melyet egyszerűen hatodik zsinatnak, «Sexta Synodus»-nak is neveznek.
Az ortodox területen ez a zsinat a konstantinápolyi második és harmadik zsinat befejezésének tekinthető. Fenntarthatóbban alakította a keresztény ortodox gyakorlatot, mint bármely más tanácskozás.
Ezt a 692. évi trullói zsinatot a római pápák nem nyilvánították ugyan ál-zsinatnak, de nem is fogadták el törvényesnek.
E zsinattól kezdve állandó lett a keleti és nyugati egyház közti elhidegülés, s ha az egyházi közösség időnként helyreállt is, de ezután ismét csak megszakadt, míg végül is ez a két egyház között be nem következett 1054-ben az egyházszakadás.

## Határozatok
A II. trullói zsinaton többek között a következőket szabályozták:
- a cölibátus kérdése (a házas férfiakat pappá szentelték; a papoknak vallási ürügyek miatt tilos volt feleségüket elküldeniük)

A papok nősülésére vonatkozó tilalmat a 6. kánon csak az alszerpapoktól kezdve fölfelé állította be, a lektoroknak és kántoroknak lehetővé tette az elsőízben való házasságra lépést; a 13. kánon pedig nemcsak azt engedi meg, hogy alszerpapokul, szerpapokul és áldozárokul nős férfiak is megválaszthatók legyenek, hanem az apostoli kánonokra való utalással azoknak a házasélet folytatását kifejezetten is megengedi, és azokat, akik az ilyen, még felszentelésük előtt megnősült majoristáknak törvényes házasságát felbontani megkísérelnék, letétellel fenyegeti. 
- a válás és az újraházasodás

Az eretnekekkel kötendő házasságokra nézve a keleti egyház szigorúbb álláspontra helyezkedett. 
- a zsidókkal való kapcsolat
- a szimónia tilalma
- a klerikusok színházi vagy lóversenyeken való részvételének tilalma
- a böjtparancsok

Eltiltották a nyugati (római) egyházban szokásos szombati böjtöt, de annál szigorúbban ragaszkodtak a szerdai s a pénteki böjtök megtartásához, melyeken még a tej, vaj és sajt élvezetét sem engedték meg, mert ezek állati termékek, úgy hogy a keleti egyházban túlnyomóan a hal képezi böjti eledelt. 
- a konstantinápolyi patriarchátus rangja (Róma után második rang)
- eucharisztia, liturgia

Az eucharisztia, illetve a liturgia helyét illetően a 31. kánonja úgy rendelkezett, hogy az csak a templom lehet. Csak kivételesen, a püspök engedélyével végezhető liturgia templomon kívül, házi kápolnában. A 28, 32, 57. és 99. kánonja előírja, hogy az eucharisztiához csak kenyér és bor használható fel. 
- bizonyos egyházi hivatalnokok alsó korhatára
- a noviciátus, a szerzetesek ruházata és frizurája
- a kettős kolostorok betiltása (amelyben szerzetesek és apácák élnek)
- a kockajáték és a jövendőmondás tilalma
- Krisztus, mint Isten Báránya szimbolikus ábrázolásának tilalma
- az abortusz tilalma
- az ősi istenek tiszteletére vonatkozó szokások tilalma, különös tekintettel a Dionüszosz tiszteletére szolgáló táncokra